# كارلوس دوارتي
كارلوس دوارتي (25 مارس 1933 هوامبو أنغولا - ) هو لاعب كرة قدم برتغالي يلعب كلاعب وسط.

## وصلات خارجية
- كارلوس دوارتي على موقع قاعدة بيانات كرة القدم.إي يو (الإنجليزية)
- كارلوس دوارتي على موقع ناشيونال فوتبول تيمز (الإنجليزية)
- كارلوس دوارتي على موقع Soccerway.com (الإنجليزية)
- كارلوس دوارتي على موقع عالم كرة القدم.نت (الإنجليزية)